# Podklanec, Sodražica
Podklanec este o localitate din comuna Sodražica, Slovenia, cu o populație de 100 de locuitori.